# کولین
کولین یا کُلین (به انگلیسی: Choline) با فرمول شیمیایی «کربن۵هیدروژن۱۴نیترواکسیژن۱» یک ترکیب شیمیایی است که با شناسه پاب‌کم ۶۲۰۹ و جرم مولی ۱۰۴٫۱۷۰۸ گرم بر مول می‌باشد. کولین نمک‌های مختلفی مانند کولین کلرید و کولین بی تارتارات را تشکیل می‌دهد. این ماده مغذی برای انسان و بسیاری از حیوانات ضروری است و بخشی مهم و ساختاری در فسفولیپیدها و غشای سلولی است.
کولین برای سنتز استیل کولین، یک انتقال دهنده عصبی درگیر در کنترل ماهیچه‌ها و عملکردهای متعدد سیستم عصبی استفاده می‌شود. کولین در رشد اولیه مغز، بیان ژن، سیگنال دهی غشای سلولی و متابولیسم مغز نقش دارد. اگرچه انسان‌ها کولین را در کبد تولید می‌کنند، اما مقدار تولید شده به‌طور طبیعی برای پاسخگویی به عملکردهای سلولی کافی نیست و نیاز است که مقداری کولین از غذاها یا مکمل‌های غذایی به دست آید. کولین در شیر مادر وجود دارد و معمولاً به عنوان یک عنصر به غذاهای کودک اضافه می‌شود.

## میزان کولین در مواد غذایی
تخم‌مرغ، گوشت و ماهی، و برخی غلات سبوس‌دار، منبع خوبی از کولین هستند. مثال‌های دیگر از منابع غذایی خوب عبارت‌اند از:
- ۸۵ گرم جگر یا گوشت گاو سرخ شده: ۳۵۶ میلی‌گرم
- یک فنجان جوانهٔ گندم تف‌داده شده: ۲۰۲ میلی‌گرم
- یک تخم‌مرغ بزرگ: ۱۴۷ میلی‌گرم
- ۸۵ گرم گوشت گاو پخته شده: ۹۷ میلی‌گرم
- ۸۵ گرم ماهی سالمون: ۷۵ میلی‌گرم
- ۸۵ گرم سینهٔ مرغ: ۷۳ میلی‌گرم
- ۸۵گرم میگوی کنسرو شده: ۶۹ میلی‌گرم
- یک قاشق سوپ‌خوری برنج پخته: ۶۳ میلی‌گرم
- یک فنجان کلم بروکلی پخته شده: ۶۳ میلی‌گرم
- ۲۵۰ گرم شیرخشک: ۳۸ میلی‌گرم
- ۲ قاشق غذاخوری کرهٔ بادام زمینی: ۲۰ میلی‌گرم
- ۴۰ گرم شکلات شیری: ۲۰ میلی‌گرم
- ۳۰ گرم بادام زمینی: ۱۵ میلی‌گرم[۱]

## عملکرد کولین و متابولیسم آن
- کولین برای عملکرد طبیعی تمامی سلول‌ها مورد نیاز است زیرا در یک‌پارچگی و پیام‌رسانی غشاء سلول‌ها نقش دارد. کولین منبع اصلی گروه‌های متیل در رژیم غذایی است، که به‌طور مستقیم بر نوروترنسمیترهای کولینرژیک اثر می‌گذارد، و برای هموستازهای لیپیدی هپاتیتی مورد نیاز است. با پیشرفت مطالعات جدید، نقش‌های مهمی برای کولین در عملکردهای متابولیکی از قبیل: بیان ژن، سرطان‌زایی، آپوپتوز، متابولیسم لیپید و رشد اولیهٔ مغز شناسایی شده است.[نیازمند منبع] کولین یکی از اجزاء ترکیبات مهم فیزیولوژیک همچون بتائین، استیل‌کولین (ACh)، فسفاتیدیل کولین (PtdCho)، فاکتورهای فعال‌کنندهٔ پلاکتی، اسفنگومیلین (SM)، لیزو اسفنگومیلین، گلیسروفسفوکولین و فسفوکولین است. کولین (از طریق متابولیت‌های بتائین)، به عنوان دهندهٔ گروه متیل است که می‌تواند بر روی بیان ژن اثر گذارد. افزون بر این، بتائین به عنوان یک اسمولیت در گلومرول‌های کلیه برای کمک به بازجذب آب استفاده می‌شود. فسفاتیدیل کولین (لسیتین) عمده‌ترین فسفولیپید (>۵۰٪) در غشاهای سلولی پستانداران است و همچنین برای تنظیم بسته‌بندی و خروج چربی‌ها بسیار ضروری است. اسفنگومیلین (SM) یکی دیگر از فسفولیپیدهای حاوی کولین است که برای غشا و تولید میلین مهم است.

## اهمیت کولین در بارداری
کولین یک مادهٔ مغذی مهم در دوران بارداری است که به رشد صحیح مغز و نخاع جنین کمک می‌کند. برخی مطالعات نشان می‌دهد که این ماده ممکن است از بروز نقص لولهٔ عصبی در نوزاد جلوگیری کند. یک خانم باردار بهتر است که روزانه ۴۵۰ میلی‌گرم کولین دریافت کند و با پیشرفت بارداری این مقدار را افزایش دهد.
- کولین همچنین باعث ایجاد تغییراتی در متیلاسیون دی‌ان‌ای و بیان ژن در بافت‌هایی مثل مغز و کبد می‌شود.[۲]

### کمبود کولین در مغز
- احتمالاً بیشترین اطلاعات راجع به نقش کولین در عملکرد اندام‌ها، مربوط به مغز است. دوران جنینی زمانی حیاتی برای سازمان‌دهی کولینرژیک عملکرد مغز است.[۳] در رت و موش سوری، در دسترس بودن کولین برای تکامل هیپوکامپ و سپتوم ضروری است.[۴] در انسان تکامل هیپوکامپ از روز ۵۶ بارداری تا ۴ سال بعد از تولد رخ می‌دهد.[۵] تاکنون آزمایشی که نشان دهد آیا تکوین هیپوکامپ انسان می‌تواند تحت تأثیر کولین موجود در رژیم غذایی قرار گیرد انجام نشده است، اگرچه دلیلی هم برای رد این احتمال وجود ندارد. قابل ذکر است که هیپوکامپ یکی از معدود نواحی در مغز است که تکثیر سلول‌های عصبی آن تا بزرگسالی نیز ادامه دارد.[۶]

## نگارخانه

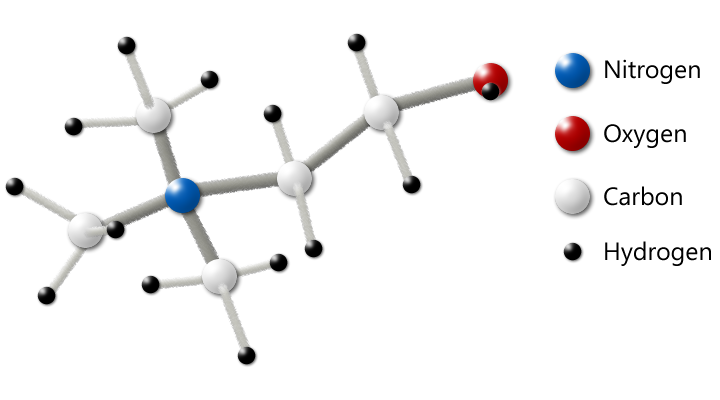
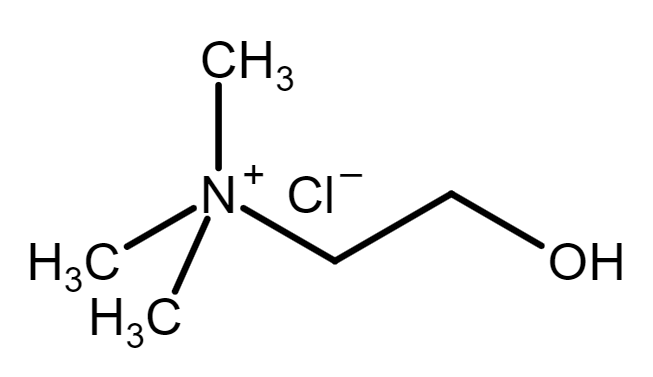
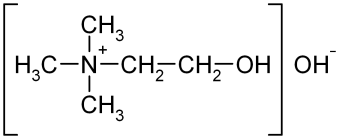